# Ивановский, Василий Яковлевич
Василий Яковлевич Ивановский (1 января 1928, Строгановка, Херсонский округ — 22 мая 1996) — комбайнёр, Герой Социалистического Труда.

## Биография
Родился в семье крестьянина. В ноябре 1943 года поступил на курсы трактористов при Новопавловской МТС Чаплинского района. С 1944 по 1949 помощник бригадира тракторной бригады колхоза имени Фрунзе в Строгановке. В 1948—1949 был курсантом Архангельской школы механизации сельского хозяйства. С 1949 комбайнёр и участковый механик Новопавловской МТС. В 1951 году за 25 рабочих дней убрал урожай с 342 гектаров зерновых, сэкономив 113 килограмм горючего. В уборочную страду 1952 занял первое место среди комбайнёров района.
В 1956—1958 заведующий мастерскими и главный инженер Новопавловской МТС. С 1958 по 1962 главный инженер, а в 1962—1981 директор совхоза имени Тельмана в селе Никольское. С 1981 по 1985 старший агроном Белозерского межрайонного объединения сельхозхимии.
С 1952 по 1956 год проходил обучение в Уманском техникуме механизации сельского хозяйства. Позднее окончил агрономический факультет Херсонского сельскохозяйственного института.
28 марта 1953 года удостоен звания Героя Социалистического Труда. Делегат XXIII съезда КПСС, награждён орденом Ленина, двумя орденами Трудового Красного Знамени.
В 1988 году вышел на пенсию в селе Никольское.